# جيوفري تشينيدو
جيوفري تشينيدو (بالإنجليزية: Geoffrey Chinedu)‏ هو لاعب كرة قدم نيجيري، ولد في 1 أكتوبر 1997 في لاغوس في نيجيريا. لعب مع KF Besa Kavajë ‏.

## وصلات خارجية
- جيوفري تشينيدو على موقع اتحاد أوكرانيا (الإنجليزية)
- جيوفري تشينيدو على موقع قاعدة بيانات كرة القدم.إي يو (الإنجليزية)
- جيوفري تشينيدو على موقع بيانات كرة القدم. دي إي (الألمانية)
- جيوفري تشينيدو على موقع Soccerbase.com (لاعب) (الإنجليزية)
- جيوفري تشينيدو على موقع Soccerway.com (الإنجليزية)
- جيوفري تشينيدو على موقع عالم كرة القدم.نت (الإنجليزية)